# Кузьминовка (Грачёвский район)
Кузьми́новка — село в Грачёвском районе Оренбургской области; входит в Старояшкинский сельсовет.
Расположено на реке Ильмень в 11 км к юго-востоку от Грачёвки и в 185 км к северо-западу от Оренбурга.

## История
Деревня Кузьминовка основана казаками в начале XIX века. По данным ревизских сказок 1850 года, входила в состав Пронькинской волости Бузулукского уезда Оренбургской губернии.
По крайней мере с 1889 года, согласно списку населённых мест Самарской губернии, село являлось центром одноимённой волости площадью 33 552 десятин. В состав волости входили ещё 3 села, 2 деревни и один хутор: всего — 1375 дворов с общим населением 9170 жителей.
| СПИСОК НАСЕЛЕННЫХ МѢСТЪ САМАРСКОЙ ГУБЕРНИI по свѣдѣніямъ 1889 года                      | СПИСОК НАСЕЛЕННЫХ МѢСТЪ САМАРСКОЙ ГУБЕРНИI по свѣдѣніямъ 1889 года                                      | СПИСОК НАСЕЛЕННЫХ МѢСТЪ САМАРСКОЙ ГУБЕРНИI по свѣдѣніямъ 1889 года | СПИСОК НАСЕЛЕННЫХ МѢСТЪ САМАРСКОЙ ГУБЕРНИI по свѣдѣніямъ 1889 года | СПИСОК НАСЕЛЕННЫХ МѢСТЪ САМАРСКОЙ ГУБЕРНИI по свѣдѣніямъ 1889 года | СПИСОК НАСЕЛЕННЫХ МѢСТЪ САМАРСКОЙ ГУБЕРНИI по свѣдѣніямъ 1889 года | СПИСОК НАСЕЛЕННЫХ МѢСТЪ САМАРСКОЙ ГУБЕРНИI по свѣдѣніямъ 1889 года | СПИСОК НАСЕЛЕННЫХ МѢСТЪ САМАРСКОЙ ГУБЕРНИI по свѣдѣніямъ 1889 года | СПИСОК НАСЕЛЕННЫХ МѢСТЪ САМАРСКОЙ ГУБЕРНИI по свѣдѣніямъ 1889 года | СПИСОК НАСЕЛЕННЫХ МѢСТЪ САМАРСКОЙ ГУБЕРНИI по свѣдѣніямъ 1889 года | СПИСОК НАСЕЛЕННЫХ МѢСТЪ САМАРСКОЙ ГУБЕРНИI по свѣдѣніямъ 1889 года | СПИСОК НАСЕЛЕННЫХ МѢСТЪ САМАРСКОЙ ГУБЕРНИI по свѣдѣніямъ 1889 года |
| №                                                                                       | Названіе волостей селъ, деревень и хуторовъ. Разряды кресть- янъ; національ- ность и вѣроиспо- вѣдиніе. | Положеніе: при рѣ- кѣ, озерѣ, оврагѣ, колодцѣ.                     | Разстоя- ніе въ верстахъ.                                          | Разстоя- ніе въ верстахъ.                                          | Разстоя- ніе въ верстахъ.                                          | Число дворовъ.                                                     | Число жителей.                                                     | Число жителей.                                                     | Количество надѣльной земли.                                        | Количество надѣльной земли.                                        | Церкви, монастыри, мо- литв. зд., школы; больн. и пріемн. покои; ярмар., базар., пристан., фабр., зав., мельн. и т. п. Стан. пристав ,Волост.Правл., Миров. Судья, судебн. слѣд., врачъ, благочин., урядн., призывн., воен.- конск. уч.,почт., телегр., земск., стан.,промыселъ, частно владѣльч.имѣнія. |
| №                                                                                       | Названіе волостей селъ, деревень и хуторовъ. Разряды кресть- янъ; національ- ность и вѣроиспо- вѣдиніе. | Положеніе: при рѣ- кѣ, озерѣ, оврагѣ, колодцѣ.                     | Отъ Самары.                                                        | Отъ уѣздн. города.                                                 | Отъ станов. кварт.                                                 | Число дворовъ.                                                     | Муж. пола (ревизскихъ).                                            | На лицо обо- его пола.                                             | Удобной.                                                           | Неудобной.                                                         | Церкви, монастыри, мо- литв. зд., школы; больн. и пріемн. покои; ярмар., базар., пристан., фабр., зав., мельн. и т. п. Стан. пристав ,Волост.Правл., Миров. Судья, судебн. слѣд., врачъ, благочин., урядн., призывн., воен.- конск. уч.,почт., телегр., земск., стан.,промыселъ, частно владѣльч.имѣнія. |
| --------------------------------------------------------------------------------------- | --- | ------------------------------------------------------------------ | ------------------------------------------------------------------ | ------------------------------------------------------------------ | ------------------------------------------------------------------ | ------------------------------------------------------------------ | ------------------------------------------------------------------ | ------------------------------------------------------------------ | ------------------------------------------------------------------ | ------------------------------------------------------------------ | --- |
| — 146 —                                                                                 | |                                                                    |                                                                    |                                                                    |                                                                    |                                                                    |                                                                    |                                                                    |                                                                    |                                                                    | |
| <…>                                                                                     | |                                                                    |                                                                    |                                                                    |                                                                    |                                                                    |                                                                    |                                                                    |                                                                    |                                                                    | |
| 20. Кузьминовская, въ 4 ст., 22 уч. урядн., 3 у. приз., 3 у. суд.-мир., 1 у. суд.-слѣд. | |                                                                    |                                                                    |                                                                    |                                                                    |                                                                    |                                                                    |                                                                    |                                                                    |                                                                    | |
| 1478                                                                                    | С. Кузьминов- ка, каз.                                                                                  | -при: Р. Ильме- нѣ.                                                | 235                                                                | 50                                                                 | 12                                                                 | 253                                                                | 585                                                                | 1447                                                               | 6772                                                               | 66                                                                 | Вол. Прав., урядникъ 22 уч., церковь, зем. ст. Ближ. ст. Ор. ж. д. „Тоцкое“ отъ 35 до 50 верстъ. |
| 1479                                                                                    | » Ст.-Яшкино, каз., русс., морд.                                                                        | —                                                                  | 230                                                                | 45                                                                 | 12                                                                 | 320                                                                | 855                                                                | 1972                                                               | 9043                                                               | 134                                                                | Церковь, I вод. м. |
| 1480                                                                                    | » Игнашкино, каз., морд., русс.                                                                         | Р. Токѣ.                                                           | 235                                                                | 50                                                                 | 10                                                                 | 310                                                                | 718                                                                | 2172                                                               | 7976                                                               | 407                                                                | Церковь, зем. шк., I вод. м. |
| 1481                                                                                    | » Покровка, каз.                                                                                        | колод- цахъ.                                                       | 240                                                                | 55                                                                 | 20                                                                 | 224                                                                | 578                                                                | 1499                                                               | 6182                                                               | 50                                                                 | Церковь. |
| 1482                                                                                    | Д. Абрашкина, каз.                                                                                      | Р. Токѣ.                                                           | 232                                                                | 48                                                                 | 8                                                                  | 140                                                                | 348                                                                | 1153                                                               | 2827                                                               | 95                                                                 | |
| 1483                                                                                    | « Нов.-Николь- ская, перес. Кур- ской губерн., съ 1876 г.                                               | Р. Чесноковкѣ.                                                     | 240                                                                | 56                                                                 | 18                                                                 | 111                                                                | —                                                                  | 760                                                                | куп                                                                | чая                                                                | Им. от. поруч. Эдуард. Викент. Свинцинскаго. |
| — 147 —                                                                                 | |                                                                    |                                                                    |                                                                    |                                                                    |                                                                    |                                                                    |                                                                    |                                                                    |                                                                    | |
| 1484                                                                                    | Х. Семеновскій, кр. Бузулук. у., съ 1867 г.                                                             | —                                                                  | 240                                                                | 56                                                                 | 18                                                                 | 17                                                                 | —                                                                  | 167                                                                | куп                                                                | чая                                                                | |
|                                                                                         | |                                                                    |                                                                    |                                                                    |                                                                    | 1375                                                               | 3084                                                               | 9171                                                               | 32800                                                              | 752                                                                | |
|                                                                                         | | П                                                                  | ри                                                                 | чи                                                                 | сл                                                                 | енны                                                               | хъ                                                                 | 4                                                                  |                                                                    |                                                                    | |
| Примечаніе: Во всѣхъ селениіяхъ, кромѣ отмѣченныхъ, великороссы — православные.         | |                                                                    |                                                                    |                                                                    |                                                                    |                                                                    |                                                                    |                                                                    |                                                                    |                                                                    | |
| <…>                                                                                     | |                                                                    |                                                                    |                                                                    |                                                                    |                                                                    |                                                                    |                                                                    |                                                                    |                                                                    | |

Вплоть до 1928 года Кузьминовка оставалась волостным центром Бузулукского уезда. Но 14 мая 1928 года уезд был упразднён, став Бузулукским округом Средне-Волжской области. 20 июля 1928 года на первом районном съезде Советов рабочих, солдатских и крестьянских депутатов было принято решение о слиянии Кузьминовской, Таллиннской и части Баклановской волостей в Грачёвский район. Это обстоятельство привело к постепенному перемещению центра культурной жизни из Кузьминовки в Грачёвку. Несмотря на это, к концу 1930-х годов Кузьминовка стала первым селом района со сплошной грамотностью.
В 1960-е годы было завершено объединение и укрупнение колхозов, что повлекло за собой возникновение «неперспективных» сёл и, как следствие, большой отток жителей из таких населённых пунктов. Кузьминовка стала одним из таких сёл.

## Население
| 2010 |
| ---- |
| 5    |

## Уличная сеть
На сегодняшний день в селе две улицы: Кузьминка и Набережная.